# Осолинка
Осоли́нка (укр. Осолинка, пол. Ossolinka, Osołynka) — село на Украине, находится в Литинском районе Винницкой области.
Код КОАТУУ — 0522485801. Население по переписи 2001 года составляет 459 человек. Почтовый индекс — 22330. Телефонный код — 4347.
Занимает площадь 0,155 км².

## Религия
В селе действует храм Введения во Храм Пресвятой Богородицы Литинского благочиния Винницкой епархии Украинской православной церкви.

## Адрес местного совета
22330, Винницкая область, Литинский р-н, с. Осолинка, ул. Кирова, 1